# Vejprisen
Vejprisen blev indstiftet af Vejdirektoratet i 1994. Prisen er tænkt som en gestus, der sætter fokus på højnelse af de danske vejes æstetik, kulturhistorie, funktionalitet og design.

## Modtagere af Vejprisen
- 1994 Assens Kommune og civilingeniør Henning Bang, Anders Nyvig A/S for renovering af bygade
- 1995 Arkitekten og landskabsarkitekten Ib Møller for sin mangeårige indsats
- 1996 Ballerup Kommune og vejingeniør Preben Glas for udvikling af Erhvervsområdet
- 1997 Københavns Kommune ved stadsingeniør Jens Rørbech, stadsarkitekt Otto Käszner og borgmester Bente Frost for kommunens plads- og torvestrategi
- 1998 Ikast Kommune ved borgmester Keld Broberg Lind og anlægschef von Blücher for kommunens vejbeplantninger
- 1999 Fredensborg-Humlebæk Kommune ved borgmester John Hemming, arkitekt Per Nørgaard og ingeniør Henrik Hansen for Gammel Strandvej i Sletten
- 2000 Aarhus Kommune ved civilingeniør Helle Frederiksen for omlægning af Dronning Margrethes Vej i Aarhus
- 2001 Fanø Kommune ved teknisk chef Flemming Kondrup for renoveringen af gadenettet i Sønderho
- 2002 Ørestadsselskabet ved bestyrelsesformand Henning Christophersen og rådgiver, arkitekt Yrjö Rossi
- 2004 Grenaa Kommune ved arkitekt Birgit Kaarøe for projektet "Ombygning af stationsområdet som led i en samlet strategi for bymidten"
- 2005 Roskilde Kommune for stisystemet mellem Himmelev og Trekroner
- 2007 Hvidovre Kommune for Avedørelejren
- 2008 Fredericia Kommune for omdannelsen af Fredericias historiske bykerne
- 2009 Københavns Kommune for nytænkning af det offentlige rum med Sønder Boulevard[1]
- 2010 Odense Kommune for Den Perfekte Cykelsti[2]
- 2011 Aalborg Havnefront for "nye og miljørigtige vejbelysningsanlæg"[3]